# Distrito electoral federal 4 de Hidalgo
El IV Distrito Electoral Federal de Hidalgo es uno de los 300 Distritos Electorales en los que se encuentra dividido el territorio de México para la elección de diputados federales y uno de los siete en los que se divide el estado de Hidalgo. 
La cabecera distrital es la ciudad de Tulancingo; que es donde se reúnen y cotejan los resultados de los colegios electorales individuales.

## Distritaciones anteriores

### Distritación 1996 - 2005
Entre 1996 y 2005 el Tercer Distrito se encontraba ubicado en la misma región, integrándolo por once municipios: Acatlán, Acaxochitlán, Agua Blanca de Iturbide, Huasca de Ocampo, Huehuetla, Metepec, Omitlán de Juárez, San Bartolo Tutotepec, Santiago Tulantepec de Lugo Guerrero, Tenango de Doria, Tulancingo de Bravo.

### Distritación 2005 - 2017
Entre 2005 y 2017 el Tercer Distrito se encontraba ubicado en la misma región, integrándolo por once municipios: Acatlán, Acaxochitlán, Agua Blanca de Iturbide, Huasca de Ocampo, Huehuetla, Metepec, Mineral del Monte, Omitlán de Juárez, San Bartolo Tutotepec, Tenango de Doria, Tulancingo de Bravo.

### Distritación 2017 - 2022
Entre 2017 y 2022 el Tercer Distrito se encontraba ubicado en la misma región, integrándolo por diecinueve municipios: Acatlán, Acaxochitlán, Agua Blanca de Iturbide, Cuautepec de Hinojosa, Huehuetla, Metepec, San Bartolo Tutotepec, Santiago Tulantepec de Lugo Guerrero, Tenango de Doria, Tulancingo de Bravo.

## Demarcación territorial
Este distrito se encuentra integrado por un total de 10 municipios y 193 secciones electorales, que son los siguientes:
1. Acatlán, integrado por 12 secciones
2. Acaxochitlán, integrado por 21 secciones
3. Agua Blanca de Iturbide, integrado por 12 secciones
4. Cuautepec de Hinojosa, integrado por 24 secciones
5. Huehuetla, integrado por 16 secciones
6. Metepec, integrado por 9 secciones
7. San Bartolo Tutotepec, integrado por 17 secciones
8. Santiago Tulantepec de Lugo Guerrero, integrado por 11 secciones
9. Tenango de Doria, integrado por 14 secciones
10. Tulancingo de Bravo, integrado por 57 secciones

## Diputados por el distrito
| Diputado                       | Grupo parlamentario | Legislatura   | Periodo     |
| ------------------------------ | ------------------- | ------------- | ----------- |
| Severo Zurita                  |                     | V             | 1869 - 1871 |
| Vacante                        | Vacante             | VI            | 1871 - 1873 |
| Jesús Andrade                  |                     | VII           | 1873 - 1875 |
| Vacante                        | Vacante             | VIII          | 1875 - 1878 |
| Rafael Mancera                 |                     | IX            | 1878 - 1880 |
| Francisco de P. Olvera         |                     | X XI          | 1880 - 1884 |
| Vacante                        | Vacante             | XII           | 1884 - 1886 |
| Manuel Mirus                   |                     | XIII          | 1886 - 1888 |
| Manuel Inda                    | PL                  | XIV           | 1888 - 1890 |
| Emilio Pardo Jr.               |                     | XV            | 1890 - 1892 |
| Manuel Sánchez Mármol          | CNP                 | XVI           | 1892 - 1894 |
| Prisciliano M. Benítez         |                     | XVII          | 1894 - 1896 |
| Rafael Cravioto                | CNP                 | XVIII         | 1896 - 1898 |
| Domingo López de Lara          |                     | XIX XX        | 1898 - 1902 |
| Pedro Arguelles                |                     | XXI           | 1902 - 1904 |
| Francisco Romero               |                     | XXII          | 1904 - 1906 |
| Vacante                        | Vacante             | XXIII         | 1906 - 1908 |
| Francisco Romero               |                     | XXIV XXV      | 1908 - 1912 |
| Francisco de la Peña           |                     | XXVI          | 1912 - 1913 |
| Vacante                        | Vacante             | Constituyente | 1916 - 1917 |
| Samuel H. Mariel               | PLC                 | XXVII XXVIII  | 1917 - 1920 |
| Jesús F. Azuara                |                     | XXIX XXX      | 1920 - 1924 |
| Oscar B. Santander             |                     | XXXI          | 1924 - 1926 |
| Enrique Medécigo Rosas         |                     | XXXII         | 1926 - 1928 |
| Jesús Medécigo Rosas           |                     | XXXIII        | 1928 - 1930 |
| Enrique Viveros                |                     | XXXIV         | 1930 - 1932 |
| Arcadio Cornejo                |                     | XXXV          | 1932 - 1934 |
| Wilfrido Osorio H.             |                     | XXXVI         | 1934 - 1937 |
| Vicente Aguirre del Castillo   |                     | XXXVII        | 1937 - 1940 |
| Gregorio Hernández             |                     | XXXVIII       | 1940 - 1943 |
| Raúl Lozano Ramírez            |                     | XXXIX         | 1943 - 1946 |
| Juvencio Nochebuena Palacios   |                     | XL            | 1946 - 1949 |
| Domitilo Austria García        |                     | XLI           | 1949 - 1952 |
| Juvencio Nochebuena Palacios   |                     | XLII          | 1952 - 1955 |
| Agustín Mariel Anaya           |                     | XLIII         | 1955 - 1958 |
| Francisco Rivera Carretta      |                     | XLIV          | 1958 - 1961 |
| Gontrán Noble Pérez y Revilla  |                     | XLV           | 1961 - 1964 |
| Raúl Lozano Ramírez            |                     | XLVI          | 1964 - 1967 |
| José Gonzalo Badillo Ortiz     |                     | XLVII         | 1967 - 1970 |
| Abel Ramírez Acosta            |                     | XLVIII        | 1970 - 1973 |
| Javier Hernández Lara          |                     | XLIX          | 1973 - 1976 |
| José Antonio Zorrilla Pérez    |                     | L             | 1976 - 1979 |
| Jesús Murillo Karam            |                     | LI            | 1979 - 1982 |
| Onofre Hernández Rivera        |                     | LII           | 1982 - 1985 |
| Juan Carlos Alva Calderón      |                     | LIII          | 1985 - 1988 |
| Orlando Arvizu Lara            |                     | LIV           | 1988 - 1991 |
| Joel Guerrero Juárez           |                     | LV            | 1991 - 1994 |
| Roberto Pedraza Martínez       |                     | LVI           | 1994 - 1997 |
| Francisco Xavier Berganza      |                     | LVII          | 1997 - 1999 |
| José Antonio Haghenbeck Cámara | 1999 - 2000         | LVII          |             |
| Gerardo Sosa Castelán          |                     | LVIII         | 2000 - 2003 |
| Oscar Bitar Haddad             |                     | LIX           | 2003 - 2006 |
| María Oralia Vega Ortiz        |                     | LX            | 2006 - 2009 |
| David Penchyna Grub            |                     | LXI           | 2009 - 2012 |
| Emilse Miranda Munive          |                     | LXII          | 2012 - 2015 |
| Cesáreo Jorge Márquez Alvarado |                     | LXIII         | 2015 - 2018 |
| María Isabel Alfaro Morales    |                     | LXIV LXV      | 2018 - 2024 |
| Alma Lidia de la Vega Sánchez  |                     | LXVI          | 2024 -      |

## Resultados electorales

### 2015
|  | 41.56 % |

|  | 12.01 % |

|  | 11.54 % |

|  | 10.22 % |

|  | 8.02 % |

|  | 6.16 % |

|  | 1.94 % |

|  | 1.77 % |

|  | 1.70 % |

|  | 0.07 % |

|  | 95.05 % |

|  | 44.95 % |